# Gender Design
Gender (engl. Geschlecht) ist die Bezeichnung für das soziale Geschlecht und die Geschlechterkultur, die sich vom biologischen Geschlecht grundlegend unterscheiden. Design ist in seiner gesamten Bandbreite an Medien- und Produktwelten maßgeblich an der kulturellen Produktion und Distribution damit verbundener Bilder und Deutungsweisen von Geschlecht beteiligt. Gender Design untersucht die unterschiedlichen Designmerkmale, die bei der Gestaltung von geschlechterspezifischen Produkten beachtet werden sollten.

## Die Bedeutung der Gestaltung

### Farbe
Umfragen zufolge sind sich die Geschlechter einig: ihre Lieblingsfarbe ist Blau. Der gesellschaftlichen Klischees nach ist Blau die Farbe der Männer und Rosa die der Frauen. Diese Farb-Stereotype werden auch gerne für die Produktgestaltung genutzt, um Artikel in Geschlechts-Kategorien einzuordnen. Höherpreisige Produkte hingegen verzichten bewusst auf bunte Farbgebung und arbeiten mit minimalistischem Design, das einen hochwertigen Look verleiht.
Designmittelausprägung bei maskuliner bzw. femininer Gestaltcharakteren
| Maskuliner Gestaltcharakter                                                                | Femininer Gestaltcharakter                                                                            |
| ------------------------------------------------------------------------------------------ | --- |
| - Schwarz und Grau - Erdfarben - ungemischte, satte Farben - wenig Farbakzente - Kontraste | - Weiß und Hellgrau - leichte und frische Farben - Pastellfarben - Farbakzente - Ton-in-Ton-Harmonien |

### Form
Bei der geschlechtsspezifischen Gestaltung ist die Anmutung der Form ebenfalls ein wichtiger Aspekt. Diese Faktoren lassen sich nicht verallgemeinern, jedoch lässt sich erkennen:
| Maskuliner Gestaltcharakter                                                                                     | Femininer Gestaltcharakter                                                                                      |
| --- | --- |
| - Geometrisch einfache, horizontal betonte Formen - phallisch - schwer, wuchtig - kantige, eckige Kontur - groß | - Klare Formen mit Betonung vertikaler Leichtigkeit - rund - leicht, zierlich, - geschwungen, organisch - klein |

### Schrift
Auch bei der werblichen Anpreisung und Ansprache von Produkten lassen sich Unterschiede im Bezug auf die Geschlechter feststellen.
Während bei Frauen-Produkten der Fokus auf der inhaltlichen Ästhetik und Emotionalität liegt, stellt sich bei Produkten für Männer der rationale Nutzen in den Vordergrund. Hier unterscheiden sich sprachlicher Duktus und gestalterische Formatierung.
| Maskuliner Gestaltcharakter | Femininer Gestaltcharakter |
| --- | --- |
| - Groteskschrift - Versalien - große Schrift - technisch, abstrakt, symmetrisch, geometrisch - Verzicht auf Ornamente und Dekor | - Antiquaschrift, Schreibschrift - kursiv - kleine Schrift - künstlerisch, figural, floral, organisch - umfangreiche, kleinteilige Ornamentierung |

## Die Bedeutung der Kommunikation
Männer und Frauen werden in der Werbung auf eine unterschiedliche Art und Weise angesprochen. Männern neigen zu rationalen Ansichten, wodurch sie in der Werbung oft durch sachliche und klare Aussagen angesprochen werden. Frauen hingegen sind emotionaler veranlagt und werden dadurch meist durch feinfühlige und gefühlsbetonte Werbung angesprochen. Produkte, die bewusst nicht in Geschlechts-Kategorien eingeordnet werden wollen und somit geschlechtsspezifische Klischees meiden, setzen auf ein harmonierendes Gleichgewicht von Rationalität und Emotionalität. Marken wie Apple und American Apparel sind hierfür gute Beispiele.